# Уго Фрайле
Уго Фрайле (ісп. Hugo Fraile, нар. 16 березня 1987, Уельва) — іспанський футболіст, півзахисник клубу «Алькоркон». Виступав у Прімері за «Хетафе» та «Спортінг» (Хіхон).

## Ігрова кар'єра
Народився 16 березня 1987 року в місті Уельва. Вихованець юнацьких команд футбольних клубів «Сан-Фернандо-де-Енарес» та «Атлетіко» (Мадрид). У сезоні 2005/06 грав за третю команду мадридців «Атлетіко С» у Терсері.
Влітку 2006 року Фрайле перейшов до «Райо Вальєкано», де також грав за резервну команду «Райо Вальєкано Б» у Терсері. 3 вересня 2008 року він дебютував у першій команді, вийшовши на заміну в матчі другого раунду Кубка Іспанії проти «Уески» (3:1), тим не менш так і не закріпився в основі, продовживши здебільшого грати за дубль.
19 липня 2011 року Уго підписав контракт з «Хетафе», де знову у першому сезоні був змушений грати за дублюючу команду. Дебютував в першій команді 5 травня наступного року, відігравши останні 13 хвилин у виїзному матчі Ла Ліги проти клубу «Атлетік Більбао» (0:0), а наступного сезону зіграв ще три гри у вищому іспанському дивізіоні.
1 липня 2013 року уклав контракт з клубом «Спортінг» (Хіхон), у складі якого провів наступні три роки своєї кар'єри гравця. Свій перший гол у складі «Спортінга» він забив 1 вересня під час матчу Сегунди проти «Мальорки», який завершився з рахунком 3:0. 15 квітня 2014 року він отримав розрив передньої хрестоподібної зв'язки лівої ноги під час тренування, через що змушений був пропустити сім місяців. Повернувшись на поле, Уго допоміг «Спортінгу» посісти друге місце у сезоні 2014/15 та вийти до Ла Ліги.
У вищому дивізіоні Фрайле втратив місце у основі, зігравши лише 3 гри, через що 27 січня 2016 року він розірвав контракт зі «Спортінгом» і наступного дня уклав контракт із «Ельче» на два з половиною роки, повернувшись таким чином до Сегунди.
8 липня 2017 року, після вильоту його команди до Сегунди Б, Фрейле приєднався до клубу іншого клубу третього дивізіону «Фуенлабрада», уклавши контракт на один рік. 2019 року він допоміг команді вийти до Сегунди, де наступного сезону показав свій найкращий результат у кар'єрі, забивши 13 голів, щоправда десять з них було забито з пенальті.
22 серпня 2020 року Фрейле підписав контракт з іншим клубом другого дивізіону «Алькорконом». Станом на 30 липня 2022 року відіграв за клуб з Алькоркона 70 матчів в національному чемпіонаті.